# KOGA Cycling Team
KOGA Cycling Team is een Nederlandse wielerploeg, gesponsord door fietsenfabrikant Koga. De ploeg komt voort uit het AXA Pro Cycling Team en is actief op zowel de weg als op de baan. Niki Terpstra vertrok in 2007 naar het Italiaans-Duitse Team Milram.

## Seizoen 2014

### Transfers
| Inkomend           | Team 2013                         | Uitgaand | Team 2014 |
| ------------------ | --------------------------------- | -------- | --------- |
| Robbert de Greef   | Cyclingteam Jo Piels              |          |           |
| Melvin Boskamp     | Metec-TKH Continental Cyclingteam |          |           |
| Adrie Lindeman     | Metec-TKH Continental Cyclingteam |          |           |
| Jasper Bovenhuis   | Rabobank Development Team         |          |           |
| René Hooghiemster  | Team NSP-Ghost                    |          |           |
| Jesper Schipper    | Geen                              |          |           |
| Martijn de Jongh   | Neo                               |          |           |
| Jan van Schip      | Neo                               |          |           |
| Tristan Timmermans | Neo                               |          |           |
| Twan Castelijns    | Neo                               |          |           |

### Overwinningen in het baanwielrennen
| Datum        | Wedstrijd                           | Winnaar        |
| ------------ | ----------------------------------- | -------------- |
| 9-14 januari | Eindklassement Zesdaagse van Bremen | Wim Stroetinga |

## Seizoen 2013

### Overwinningen in de UCI Europe Tour
| Datum  | Wedstrijd                | Cat. | Winnaar           |
| ------ | ------------------------ | ---- | ----------------- |
| 15 mei | 2e etappe Olympia's Tour | 2.2  | Arno van der Zwet |
| 18 mei | 6e etappe Olympia's Tour | 2.2  | Wim Stroetinga    |

### Renners
| Naam              | Geboortedatum     | Nationaliteit | Ploeg 2012                    |
| ----------------- | ----------------- | ------------- | ----------------------------- |
| Umberto Atzori    | 7 januari 1988    | Nederland     | Metec Continental Cyclingteam |
| Jim van den Berg  | 1 juli 1985       | Nederland     |                               |
| Wim Botman        | 17 augustus 1985  | Nederland     |                               |
| Robin Chaigneau   | 2 september 1988  | Nederland     |                               |
| Roy Eefting       | 4 september 1989  | Nederland     |                               |
| Wouter Haan       | 12 augustus 1991  | Nederland     | Cyclingteam Jo Piels          |
| Bart van Haaren   | 13 november 1984  | Nederland     |                               |
| Bouke Kuiper      | 25 september 1989 | Nederland     |                               |
| Peter Schep       | 8 maart 1977      | Nederland     |                               |
| Wim Stroetinga    | 23 mei 1985       | Nederland     |                               |
| Lars Vierbergen   | 21 maart 1988     | Nederland     |                               |
| Stefan Vreugdehil | 28 december 1989  | Nederland     | Neo                           |
| Arno van der Zwet | 7 mei 1986        | Nederland     |                               |